# Artur Ebert
Conrad Arthur Woldemar Ebert (meist in der Variante Artur geschrieben; * 3. Oktober 1891 in Berlin; † 27. Mai 1978 in Weiden in der Oberpfalz) war ein deutscher Geologe, der sich vor allem auf das Fachgebiet der angewandten Geophysik spezialisierte.

## Leben
Artur Ebert wurde als Sohn von Konrad Heinrich Ebert und dessen Ehefrau Auguste Ida Ebert (geb. Haring) in Berlin geboren. Er studierte an der Friedrich-Wilhelms-Universität in seiner Heimatstadt – unter anderem bei Josef Felix Pompeckj – und wurde anschließend promoviert.
Ebert wohnte zunächst in Glienicke/Nordbahn und zog 1922 in den Berliner Ortsteil Wilmersdorf. Von den 1920er bis in die 1940er Jahre war er für die Preußische Geologische Landesanstalt tätig. Sein Institut war an der im Juli 1934 von Reichswirtschaftsminister Kurt Schmitt eingesetzten „Kommission zur geophysikalischen Reichsaufnahme“ beteiligt, die unter anderem Vorarbeiten für das Reichsbohrprogramm leisten sollte. Im Rahmen dieser Aufnahme leitete Ebert die geoelektrischen und radioaktiven Untersuchungen. In den Jahren 1935 und 1936 führte er in der Eifel, im Weserbergland sowie in den schlesischen Gebirgen umfangreiche geophysikalische Feldforschungen mittels radioaktiver, geoelektrischer und geomagnetischer Methoden durch. Zwischen dem 29. September 1943 und 1945 wirkte er als Lehrbeauftragter für Geophysik an der Fakultät für Bauingenieurwesen der Technischen Hochschule Berlin. Nach dem Zweiten Weltkrieg arbeitete er für das Amt für Bodenforschung der Länder Niedersachsen und Nordrhein-Westfalen mit Sitz in Krefeld.
Anfang der 1930er Jahre befasste er sich darüber hinaus auch mit dem esoterischen Phänomen der Erdstrahlen, die angeblich negative Auswirkungen auf die Gesundheit haben sollen. Zu jener Zeit erschienen zahlreiche angstschürende Artikel zu dem Thema und Betrüger versuchten, mit sogenannten Abschirmgeräten Geld zu verdienen. Ebert kam zu dem Schluss, „dass die Vermutungen von Zusammenhängen zwischen Untergrundwasserlauf, Erdstrahlen und Krankheiten lediglich Phantasiegebilde darstellen.“

## Publikationen (Auswahl)
Bücher
- Vulkanismus und Erdbeben. Eine allgemeinverständliche Darstellung über das Wesen und die Ursache der inneren Erdgewalten. In der Reihe: „Zellenbücherei“, Bände 82/83. Verlag Dürr & Weber, Berlin, 1925.
- Geophysikalisches Gutachten über die Ausbreitung der Lauge im First des Asse-Salzsattels zwischen Schacht I und II. Niedersächsisches Amt für Bodenforschung, Hannover, 1947.
- mit Alfred Stahl: Das Paläozoikum in Niedersachsen. Silur, Devon, Karbon, Perm und vorpaläozoische Formationen. In der Reihe: „Geologie und Lagerstätten Niedersachsens“, Band 1. Niedersächsisches Amt für Landesplanung und Statistik, Walter Dorn Verlag, Bremen, 1952.
- Geologie der Ibbenbürener Karbonscholle. In der Reihe: „Beihefte zum Geologischen Jahrbuch“, Heft 14. Niedersächsisches Amt für Bodenforschung, Hannover, 1954.

Fachaufsätze und Beiträge in Sammelwerken
- Beiträge zur Kenntnis der prätertiären Landoberfläche im Thüringer Wald und Frankenwald. Untersuchungen über die Entwicklung und Veränderung der Rumpffläche. In: Jahrbuch der Preußischen Geologischen Landesanstalt. Band 41, Teil I, 1922, Seiten 392–470.
- Möglichkeit der Feststellung des Gebirgsbaues durch elektrogeophysikalische Untersuchungen. In: Geologische Rundschau. Band 18, Nummer 5, 1927, Seiten 389–401.
- Die Erkennung einer Schollenbruchlinie durch Verfolgung eines Spaltensystems im Gebiet des Ahrtals (Nordeifel). In: Jahrbuch der Preußischen Geologischen Landesanstalt zu Berlin. Band 49, Nummer 2, 1928, Seiten 1163–1172.
- Über einige magnetische und geoelektrische Untersuchungen. In: Sitzungsberichte der Preußischen Geologischen Landesanstalt. Heft 5, 1930, Seiten 160–167.
- Der Kilometerstein 23,9 und die Erdstrahlen. In: Das Neue Universum. Band 54, 1933, Seiten 339–343.
- Elektrische Tiefenmessungen im Thüringer Muschelkalk. In: Beiträge zur Angewandten Geophysik. Band 3, 1933, Seiten 259–260.
- Grundlagen zur Auswertung geoelektrischer Tiefenmessungen. In: Beiträge zur Angewandten Geophysik. Band 10, 1942, Seiten 1–17.
- Der Schafberg bei Ibbenbüren. In: Gerhard Keller (Hrsg.): Geologischer Exkursionsführer für Osnabrück. Verlag Meinders & Elstermann, Osnabrück, 1952, Seiten 10–13.
- Hochterrassenreste im Bereich der oberen Ruhr. In: Geologisches Jahrbuch. Band 74, 1957, Seiten 147–150.
- Das Untere Mitteldevon und der Bau des westlichen ostsauerländer Hauptsattels. In: Fortschritte in der Geologie von Rheinland und Westfalen. Band 9, 1965, Seiten 589–620.